# Dasylophus
Dasylophus é um gênero de aves da família Cuculidae.
As seguintes espécies são reconhecidas:
- Dasylophus superciliosus (Dumont, 1823)
- Dasylophus cumingi (Fraser, 1839)